# Pretraživanje informacija u društveno-humanističkoj informatici
Pretraživanje informacija u društveno-humanističkoj informatici (HCIR) pojavljuje se u akademskim istraživanjima kao tehnika u kojoj se u samo istraživanje dovodi ljudska inteligencija. Ovo područje spaja pretraživanje informacija i čovjek-računalo interakciju da bi omogućilo novu vrstu pretraživanja informacija čiji proces bi se oslanjao na ljudsku kontrolu. 

## Što je HCIR?
HCIR uključuje razne aspekte pretraživanja i čovjek-računalo intreakcije poput istraživanja, u kojem korisnik kombinira pretraživanje upitom i pregledavanje, pretraživanja u tom kontekstu da korisnik uzima u obzir i činjenice koji nisu postavljeni u samom upitu, interaktivno pretraživanje u kojem se uzimaju u obzir korisnik, posrednik i sustav za pretraživanje informacija.
Većina današnjih sustava za pretraživanje informacija koriste model rangiranja rezultata, u kojem su dokumenti postavljeni po vjerojatnoj povezanosti s upitom. U takvom modelu korisniku su predstavljeni samo top rezultati. Ovakva vrsta sustava obično se ocjenjuje prema srednjoj vrijednosti točnosti za upite koje postavljaju organizacije poput Text Retrieval Conference] (TREC). 
Zbog naglaska na važnost ljudske inteligencije u procesu pretraživanja informacija, HCIR zahtijeva drugačiji model ocjenjivanja – onaj koji uključuje i komponente samog pretraživanja i komponente čovjek-računalo intrakcije. 

## Tehnike
Tehnike koje se povezuju s HCIR-om naglašavanju prezentaciju informacija koje koriste ljudsku inteligenciju da vode korisnika prema bitnim dokumentima. Takve tehnike također nastoje dozvoliti korisnicima da pretražuju i sistematiziraju podatke bez ikakvih kazna, tj. bez trošenja nepotrebnog vremena, klikova mišem, itd.

Mnogi pretraživači posjeduju karakteristike HCIR tehnika.
 Prikaz moguće pogreške u pisanju upita ili automatsko preoblikovanje upita predlažu korisniku moguće puteve pretraživanja koji ga mogu dovesti do bitnih rezultata. Takvi prijedlozi prezentirani su korisniku, te mu daju kontrolu nad selekcijom i interpretacijom rezultata.

Pretraživanje po facetama omogućuje korisniku da upravlja informacijama hijerarhijski, od kategorija do podkategorija, ali i da odabere redoslijed prezentiranih kategorija, što je suprotno od tradicionalne taksonomije u kojoj su kategorije već predodređene.

Pogled unaprijed predstavlja glavni pristup pretraživanju bez "kazna". Na primjer, mnoge web aplikacije koriste Ajax, da automatski upotpuni upit i predlaže najviše korištene 
termine u pretraživanju.

Povratna informacija o važnosti dokumenata omogućuje korisniku da navigira sustav o važnosti ili nevažnosti rezultata.

Spajanje i analiza podataka pomažu korisniku da sistematizira rezultate dobivene upitom. 
Spajanje bi trebalo sadržavati grupiranje ili kompresiranje rezultata u obliku koji je korisniku prihvatljiviji za pregledavanje. Jedan takav primjer je ugroždnjavanje Grupiranje, koje analizira set dokumenata i razdijeljuje ih po sličnostima i razlikama. Na primjer, za upit "java" moguće nakupine rezultata su Java (jezik za pregramiranje), Java (otok) ili Java (kava).

Vizualni prikaz podataka također se svrstava u HCIR. Na primjer, prikaz retultata u tablicama, grafovima, grozdovima, itd.

## Ciljevi
- sustav bi trebao voditi ljude bliže informacijama koje su im potrebne, tj. sustav ne bi samo trebao pronalaziti bitne dokumente, već bi i trebao pružati sredstva za povezivanje značenja s tim dokumentima
- sustav bi trebao povećati kontrolu i odgovornost korisnika u pertraživanju
- sustav bi trebao imati fleksibilnu arhitekturu da bi se mogao prilagoditi i unaprijediti prema korisnikovim potrebama
- sustav bi trebao sadržavati cijeli životni vijek informacije, od njenog stvaranja do spremanja
- sustav bi trebao biti poticajan i zabavan za korištenje